# Arjuzanx
Arjuzanx là một xã trong tỉnh Landes ở Aquitaine tây nam nước Pháp